# 1,3-Difeniltriazeno
1,3-Difeniltriazeno, também chamado de diazoaminobenzol, é o composto orgânico de fórmula química C12H11N3, ou C6H5NHN=NC6H5, de massa molecular 197,24. É classificado com o número CAS 136-35-6, número EC 205-240-1 e CBNumber CB2344713. Possui ponto de fusão de 96°C (em algumas referências de 92 a 95 °C), ponto de ebulição de 146°C  (a 1013 hPa), insolúvel em água a 20°C, sendo uma substância considerada irritante.
É um isômero do corante amarelo de anilina.
Forma complexos metálicos com o cobre e o chumbo.